# Municipio de Santos Reyes Yucuná
El municipio de Santos Reyes Yucuná es uno de los 570 municipios en que se encuentra dividido el estado mexicano de Oaxaca, perteneciente a la Región Mixteca. Su cabecera es el pueblo de Santos Reyes Yucuná.

## Geografía
El territorio municipal tiene una extensión territorial de 61 094 kilómeotros cuadrados y se localiza al noroeste de la entidad, forma parte de la región Mixteca y del distrito de Huajuapan. Las coordenadas geográficas extremas son 17°44′ - 17°49′ de latitud norte y 97°56′ - 98°5′ de longitud oeste y su altitud va de los 2100 a 1 los 1300 metros sobre el nivel del mar.
El municipio limita al norte con el municipio de San Simón Zahuatlán, al noreste con el municipio de San Miguel Amatitlán, al sureste y sur con el municipio de San Marcos Arteaga, al suroeste con el municipio de Mariscala de Juárez y al noroeste con el municipio de San Martín Zacatepec.

## Demografía
La población total del municipio de acuerdo con el Censo de Población y Vivienda realizado en 2010 por el Instituto Nacional de Estadística y Geografía, es de 1 332 habitantes, de los que 658 son hombres y 674 son mujeres.
La densidad de población asciende a un total de 21.8 personas por kilómetro cuadrado.

### Localidades
El municipio se encuentra formado por solo cinco localidades, su población de acuerdo al censo de 2010 son:
| Localidad                   | Población |
| --------------------------- | --------- |
| Santos Reyes Yucuná         | 649       |
| San José Buenavista         | 253       |
| Coxcatepec                  | 231       |
| San Francisco de las Flores | 162       |
| Santiago el Jazmín          | 37        |
| Total municipio             | 1 332     |

## Política
El gobierno de Santos Reyes Yucuná se rige por principio de usos y costumbres que se encuentra vigente en un total de 424 municipios del estado de Oaxaca y en las cuales la elección de autoridades se realiza mediante las tradiciones locales y sin la intervención de los partidos políticos. 
El ayuntamiento de Santos Reyes Yucuná está integrado por el presidente municipal, un síndico y un cabildo integrado por cuatro regidores.

### Representación legislativa
Para la elección de diputados locales al Congreso de Oaxaca y de diputados federales a la Cámara de Diputados federal, el municipio de Santos Reyes Yucuná se encuentra integrado en los siguientes distritos electorales:
Local:
- Distrito electoral local de 6 de Oaxaca con cabecera en Heroica Ciudad de Huajuapan de León.[4]

Federal:
- Distrito electoral federal 6 de Oaxaca con cabecera en Heroica Ciudad de Tlaxiaco.[5]